# Sports Island 3D
Sports Island 3D est un jeu vidéo de sport développé par Hudson Soft et édité par Konami, sorti en 2011 sur Nintendo 3DS.

## Accueil
- Jeuxvideo.com : 8/20[1]